# 納塔蓬·能班亞武
納塔蓬·能班亞武 （1987年5月18日—） ，暱稱Teng，漢名林廷，泰国政治人物，現任泰國眾議員、人民黨领袖。由於前進黨在2024年8月被解散，同月9日，前進黨黨員創建新黨人民黨，並推舉納塔蓬为领袖。

## 早年
納塔蓬生於宋卡府治縣，在朱拉隆功大学攻讀電腦工程學位後設立了一軟體公司。

## 從政
在2019年泰國眾議院選舉時，納塔蓬加入未來前進黨並在曼谷當選眾議員，他也同時負責黨內線上平台的監督。未來前進黨解散後，他加入前進黨擔任黨職並在2023年泰国众议院选举時以該黨不分區名單當選連任眾議員，一度有望入閣。

### 黨魁
前進黨遭到解散後，該黨黨員加入了人民黨，並推舉納塔蓬擔任领袖。在人民黨成立前，本有消息傳出前進黨詩麗甘雅·丹薩軍將任黨魁，但詩麗甘雅稱自己無意競爭，故提名了納塔蓬。
在2025年泰國政治危機中，時任總理貝東丹·欽那瓦因處理柬泰边境争端不力而致民調下滑。在民調中，納塔蓬被認為最適合擔任下一任總理，而人民黨的民調也上升至近5成。

## 選舉紀錄
| 年度 | 選舉屆數             | 選舉區             | 所屬政黨   | 得票數     | 得票率 | 當選標記 | 備註 |
| ---- | -------------------- | ------------------ | ---------- | ---------- | ------ | -------- | ---- |
| 2019 | 第二十五屆眾議員選舉 | 曼谷第二十八選舉區 | 未來前進黨 | 29,590     | 27.11% |          |      |
| 2023 | 第二十六屆眾議員選舉 | 比例代表           | 前進黨     | 14,438,851 | 38.01% |          |      |